# Haplothrix amicator
Haplothrix amicator là một loài bọ cánh cứng trong họ Cerambycidae.